# Sutice (přírodní rezervace)
Sutice je přírodní rezervace poblíž obce Verměřovice v okrese Ústí nad Orlicí. Oblast spravuje Agentura ochrany přírody a krajiny ČR. Důvodem ochrany je opuková stráň se vzácnou květenou, lokalita střevíčníku pantoflíčku (Cypripedium calceolus).